# Xã St. Marys, Quận Mills, Iowa
Xã St. Marys (tiếng Anh: St. Marys Township) là một xã thuộc quận Mills, tiểu bang Iowa, Hoa Kỳ. Năm 2010, dân số của xã này là 121 người.